# 27 millones
27 millones  es una película coproducción de Argentina y Chile rodada en estos dos países en blanco y negro dirigida por José Bohr según su propio guion, que se conoció en Chile como P’al otro lao. El filme comenzó a rodarse en 1942 pero se estrenó cinco años después el 8 de mayo de 1947 al parecer por disconformidad del director. Tuvo como protagonistas a La Desideria, Alberto Closas, Mabel Urriola y Max Citelli. La cinta fue restaurada en 2020 y se encuentra disponible para ver gratuitamente en el sitio de la Cineteca Nacional de Chile.

## Sinopsis
Desideria (Ana González), una sirvienta, sueña con viajar a Buenos Aires. Increíblemente, Blas Pastrana, un pariente de sus patrones, agoniza en Argentina y les pide expresamente que deben viajar con ella. Al llegar al lecho de muerte, sorpresivamente dice que le hereda todo a la empleada, ya que confiesa que es su hija, pero con una condición: que en menos de dos semanas contraiga matrimonio. Sus patrones tratan de convencerla de que se case con el hijo de la familia, Jorge (Alberto Closas), pero Desideria se interesa en Tito (Tono Andreu), un simpático porteño. Todo termina en un sorpresivo final.

## Reparto
Participaron en el filme los siguientes intérpretes:
- La Desideria
- Alberto Closas
- Mabel Urriola
- Max Citelli
- Enrique Vico Carré
- Sara Barrié
- Gogó Andreu
- Tita Merello
- Tito Gómez
- Florén Delbene
- Ruano Zocco
- Tono Andreu
- Yma Súmac

## Comentario
El Heraldo del Cinematografista opinó:

Pobre en todo sentido, con una acción sumamente lenta y armada deficientemente [...] la trama es sumamente ingenua y las situaciones cómicas de mal gusto.